# Selección femenina de rugby 7 de Gales
La selección femenina de rugby 7 de Gales representa internacionalmente a Gales en Rugby 7. Y está regido por la Welsh Rugby Union.
Actualmente no compite en ningún torneo oficial, siendo reemplazado por el seleccionado de Gran Bretaña en el circuito mundial, Juegos Olímpicos y Juegos Europeos.

## Palmarés
- Rugby Europe Championship (1): 2006
- Rugby Europe Trophy (1): 2012

## Participación en copas

### Copa del Mundo
- no ha clasificado

### Juegos Olímpicos
- Río 2016: 4.º puesto
- Tokio 2020: 4.º puesto

(*) Jugó como Gran Bretaña

### Serie Mundial
- no ha clasificado

### Juegos de la Mancomunidad
- Gold Coast 2018: 7.º puesto